# Can Xena
Can Xena és una casa de Santa Maria de Palautordera (Vallès Oriental) protegida com a Bé Cultural d'Interès Local.

## Descripció
Casa de carrer de planta baixa i pis, amb carener paral·lel a la façana i coberta a dues vessants desiguals. Els murs, que són de paredat, estan arrebossats i pintats. La porta és de llinda plana i té gravada la data de 1727. Una motllura recorre tota la porta per l'intradós. La finestra del primer pis és de llinda plana sense decorar i l'ampit és motllurat.